# Li Zai

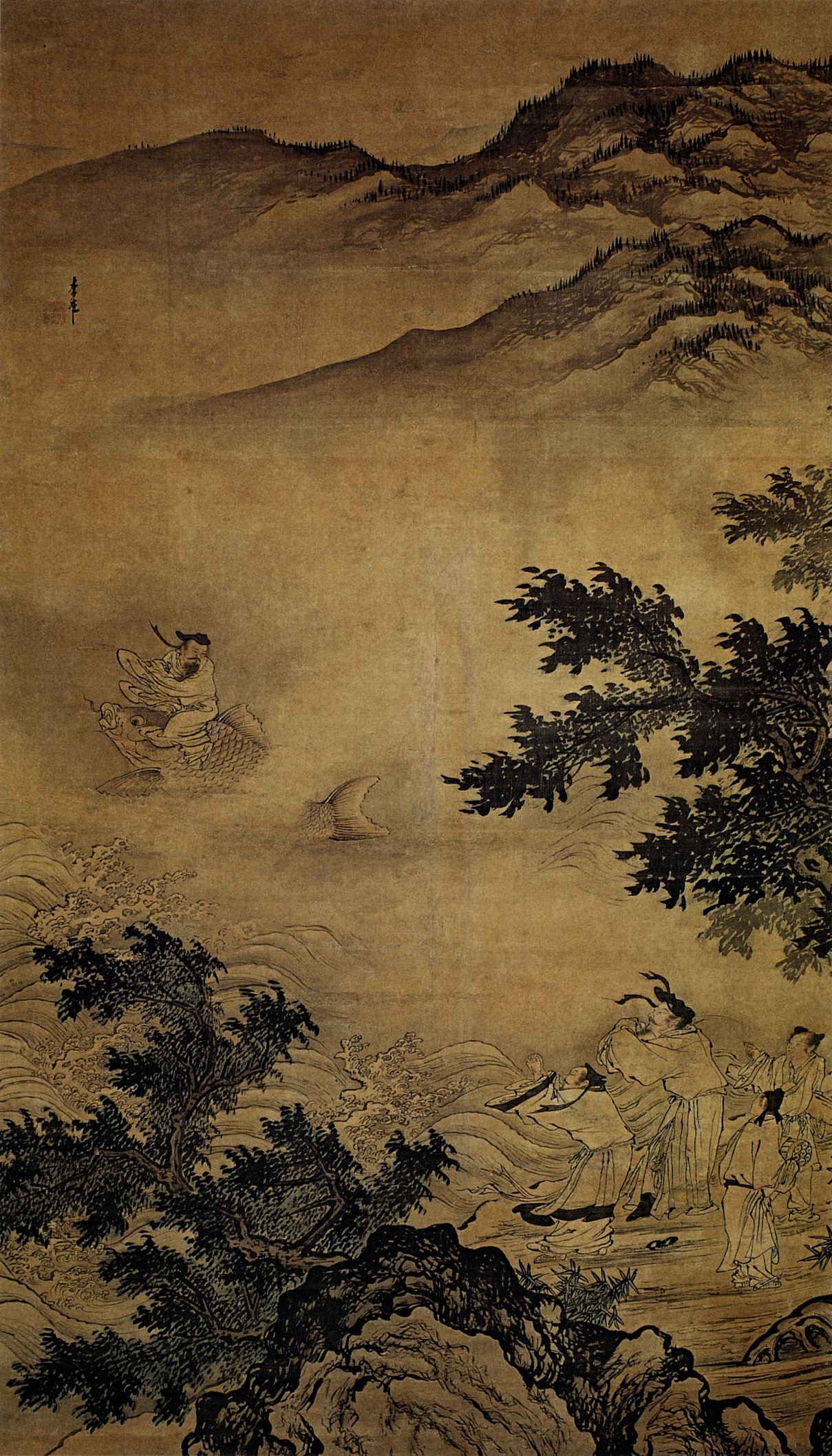
“El músic Qin Gao munta la carpa”, Rotlle. Color sobre tinta (Museu de Xangai)

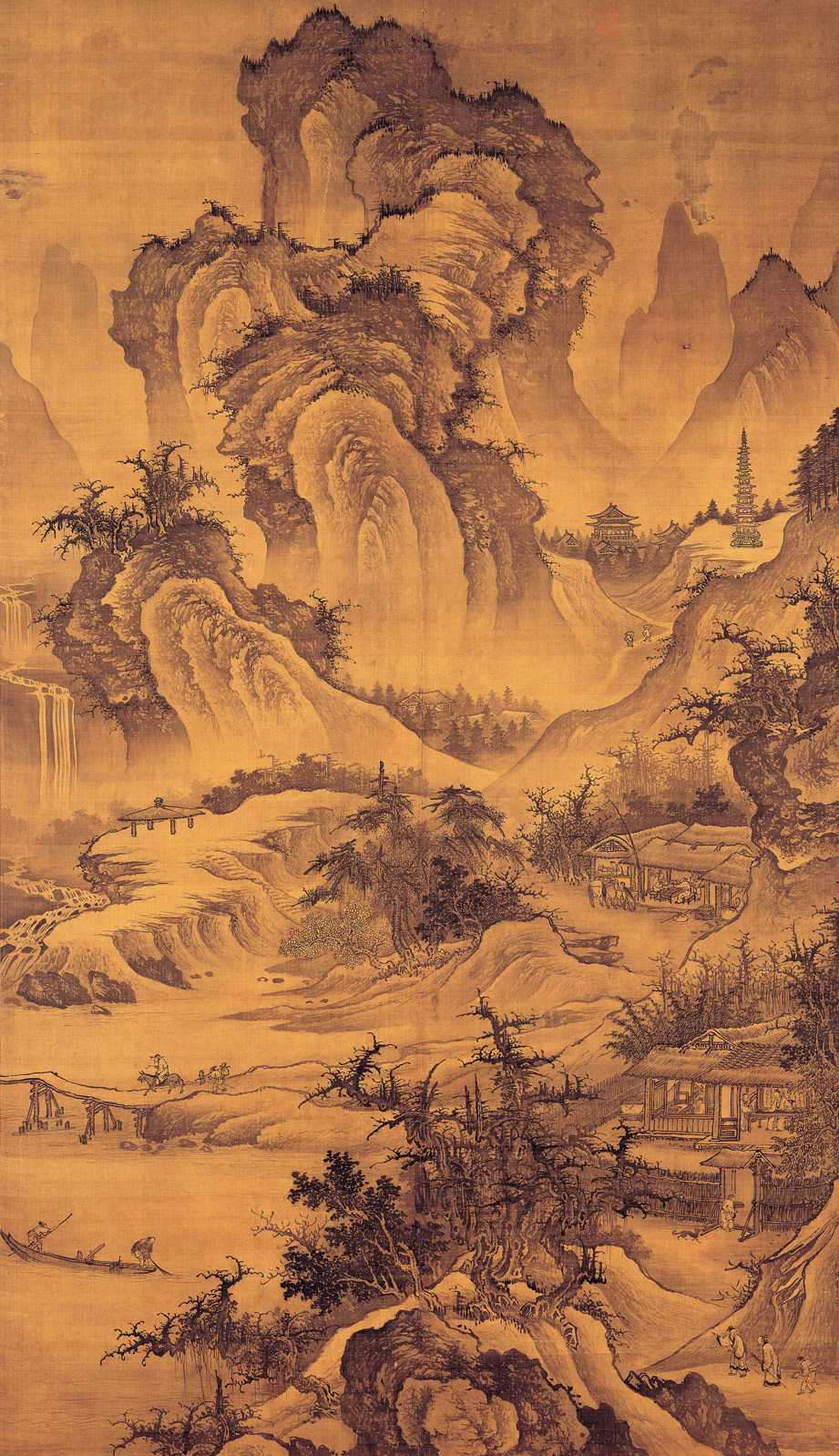
Llogarret a la muntanya, Museu Nacional del Palau, Taipei.

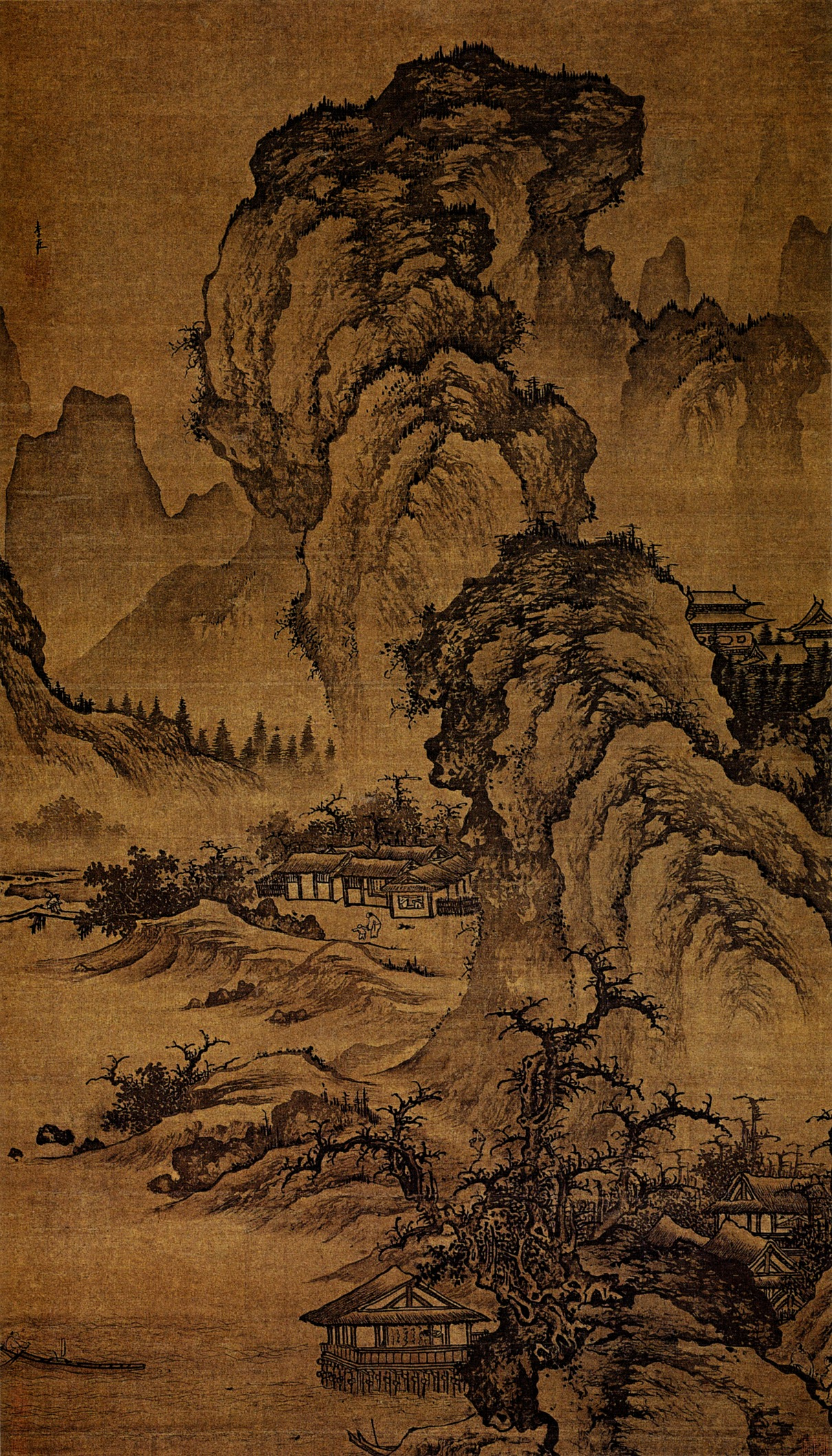
“Llogarret a la muntanya”. Rotlle, Tinta sobre seda. Museu del Palau de Pequín.

Li Zai (xinès simplificat i tradicional: 李在; pinyin: Lǐ Zài). Era un pintor xinès que va viure sota la dinastia Ming; oriünd de Putian, província de Fujian, l'any del seu naixement és desconeguda. Va morir el 1431. Va ser un pintor de la cort durant el període Xuande;va destacar com a pintor de paisatges i de figures humanes, influenciat pels estils de Guo Xi, Ma Yuan i Xia Gui. Per tal de realitzar els contorns dels plans intermèdia feia servir l'efecte denominat “blanc volador” mentre que en el cas de primers plans feia servir el “gongbi” (pinzellada de detall), El monjo budista Xue Zhou, procedent del Japó, va aprendre les tècniques de Li.